# Perroquet (marine)
Pour les articles homonymes, voir Perroquet (homonymie) et Perroquet (voile).

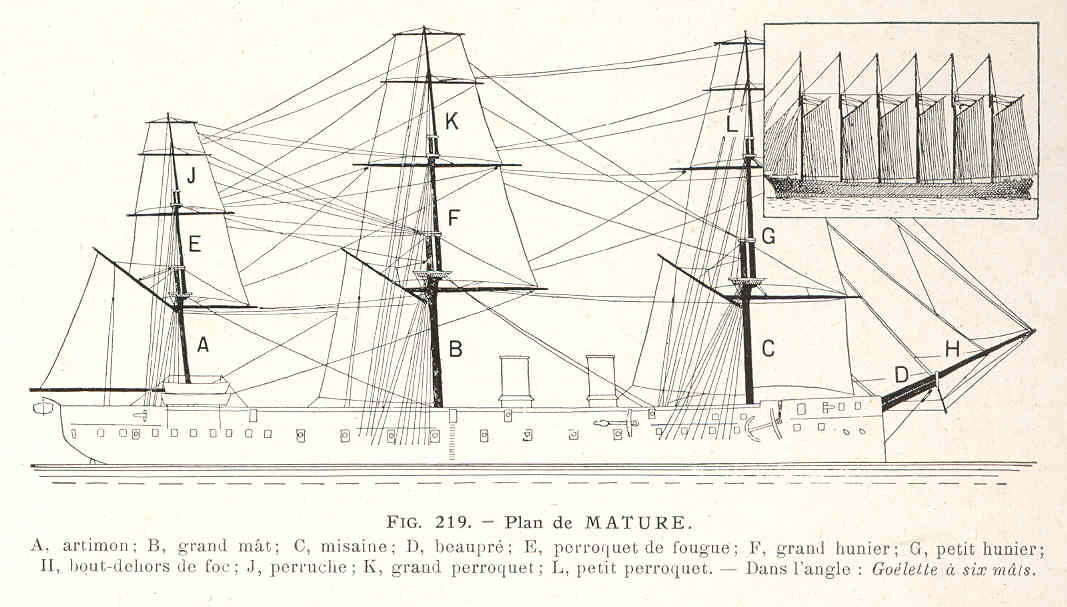
Les perroquets sont les éléments J K et L sur cette figure. Sur les voiliers à trois mâts et plus, le perroquet sur l'artimon (arrière) s'appelle perruche (J).

Le perroquet, dans le domaine maritime, est l'ensemble d'espar (mât, vergue) et voiles situé au-dessus des huniers.

## Vocabulaire
On parle de perroquet « garni » lorsque la vergue est fixée au mât et de perroquet volant lorsque cette dernière est mobile et amenée en même temps que la voile lors des opérations de réduction.
Pour les trois-mâts carrés et les voiliers à gréement carré à plus de trois mâts, le perroquet sur le mât d'artimon (pieces d'espar et voiles) s'appelle « perruche », les huniers d'artimon étant nommés alors hunier de fougue (voile unique) ou fixe de fougue et volant de fougue (voile divisée).